# Inga acrocephala
Inga acrocephala ist eine Baumart aus der Unterfamilie der Mimosengewächse (Mimosoideae). Sie ist in Mittel- und Südamerika beheimatet.

## Beschreibung
Inga acrocephala ist ein bis zu 20 Meter großer Baum mit graubrauner, korkwarziger Rinde und kahlen Zweigen. Die Blätter sind drei-, selten vierpaarig gefiedert, die Blättchen kahl. Die Mittelachse ist 8,2 bis 16 Zentimeter lang, ungeflügelt oder gelegentlich am Übergang zwischen den beiden endständigen Blättchen schwach geflügelt. Die Drüsen sind gestielt und krugförmig, die Nebenblätter hinfällig.
Die Blütenstände sind dichtstehende Trauben oder Ähren und entspringen in Gruppen von ein bis drei den Blattachseln. Der Schaft ist 2 bis 5,5 Zentimeter lang, die Rhachis 1 bis 2,5 Zentimeter. Die Blüten sind pink oder weiß. Die flachen Früchte sind 18 bis 32 Zentimeter lang und 3,5 bis 4,2 Zentimeter breit.

## Verbreitung
Die Art findet sich von Mexiko bis zu den Amazonas-Regionen Perus und Brasilien.

## Systematik und Botanische Geschichte
Die Art wurde 1843 von Ernst Gottlieb von Steudel erstbeschrieben.

## Nachweise
- Anton Weber, Werner Huber, Anton Weissenhofer, Nelson Zamora, Georg Zimmermann: An Introductory Field Guide To The Flowering Plants Of The Golfo Dulce Rain Forests Costa Rica. In: Stapfia. Band 78, Linz 2001, S. 278, ISSN 0252-192X / ISBN 3854740727, zobodat.at [PDF]